# Joe le Taxi
《Joe le Taxi》是香港女歌手陳慧嫻於1988年推出的大熱改編歌曲，改編自同樣非常流行的法國少女歌手凡妮莎·帕拉迪丝（Vanessa Paradis）的同名歌曲。作曲Franck Langolff，填詞陳少琪，編曲盧東尼，監製歐丁玉。 收錄於同年推出的專輯《Remix》內，而新混音版亦收錄於《秋色》內。歌曲的原版在法國很紅，而陳慧嫻的版本在香港亦很流行，成績也不俗，取得港台冠軍及叱咤903與勁歌金榜亞軍。

## 簡介
《Joe le Taxi》是改編自凡妮莎·帕拉迪丝的同名歌曲，原法語歌詞由Étienne Roda-Gil填寫，粵語改編版本由陳少琪填詞。“Joe le taxi”是法語，意思為“的士司機Joe”。歌曲節奏輕快，是一首很受歡迎的迪斯科歌曲，是講述一個的士司機如何挑逗那些很「苦悶」的女子。歌曲很受年輕人歡迎。

## 成績
| 903專業推介 | RTHK龍虎榜 | TVB勁歌金榜 |
| ----------- | ---------- | ----------- |
| 2           | 1          | 2           |

- 叱咤903走勢: 3->2->4->4->6->6->10->13->19
- TVB勁歌金榜走勢: 3->2->2->5